# Anna Maria du Mée
Anna Maria du Mée (Amsterdam, 1 november 1862 – Amsterdam, 11 mei 1949) was een Nederlands verpleegster, die vooral veel in het nieuws is gekomen door haar kortstondige huwelijk met de schatrijke bankier en kunstverzamelaar Jan Herman van Eeghen, haar extravagante levensstijl tijdens dit huwelijk en de veiling van haar immense boedel na haar overlijden.

## Biografie
Du Mée was dochter van boekhandelaar Frederik George Lodewijk du Mée (1820-vóór 1907) en Anna Maria Siebbeles (1827-vóór 1907). Du Mée werd 9 oktober 1881 ongehuwd moeder van een zoontje, Wilhelm, dat op 6 juli 1882 overleed. Op 13 april 1889 heeft ze in Amsterdam een zelfmoordpoging gedaan door zich in de Amstel ter hoogte van de Paardenstraat te werpen.
Op 10 december 1907 trad ze, 45 jaar oud, in het huwelijk met de 58-jarige Jan Herman van Eeghen, zeer tegen de wens van zijn familie. Ze trouwen op huwelijkse voorwaarden. Waarschijnlijk was ze hiervoor bij hem in dienst als particulier verpleegster - hij leed aan epilepsie. Er zijn veel foto's van haar bewaard gebleven in de prachtigste kleding. Du Mée en haar man maakten lange, verre reizen. Volgens een artikel in Libelle waren de echtelieden graag geziene gasten aan de hoven van Egypte, Noord-Afrika, Turkije en Perzië.

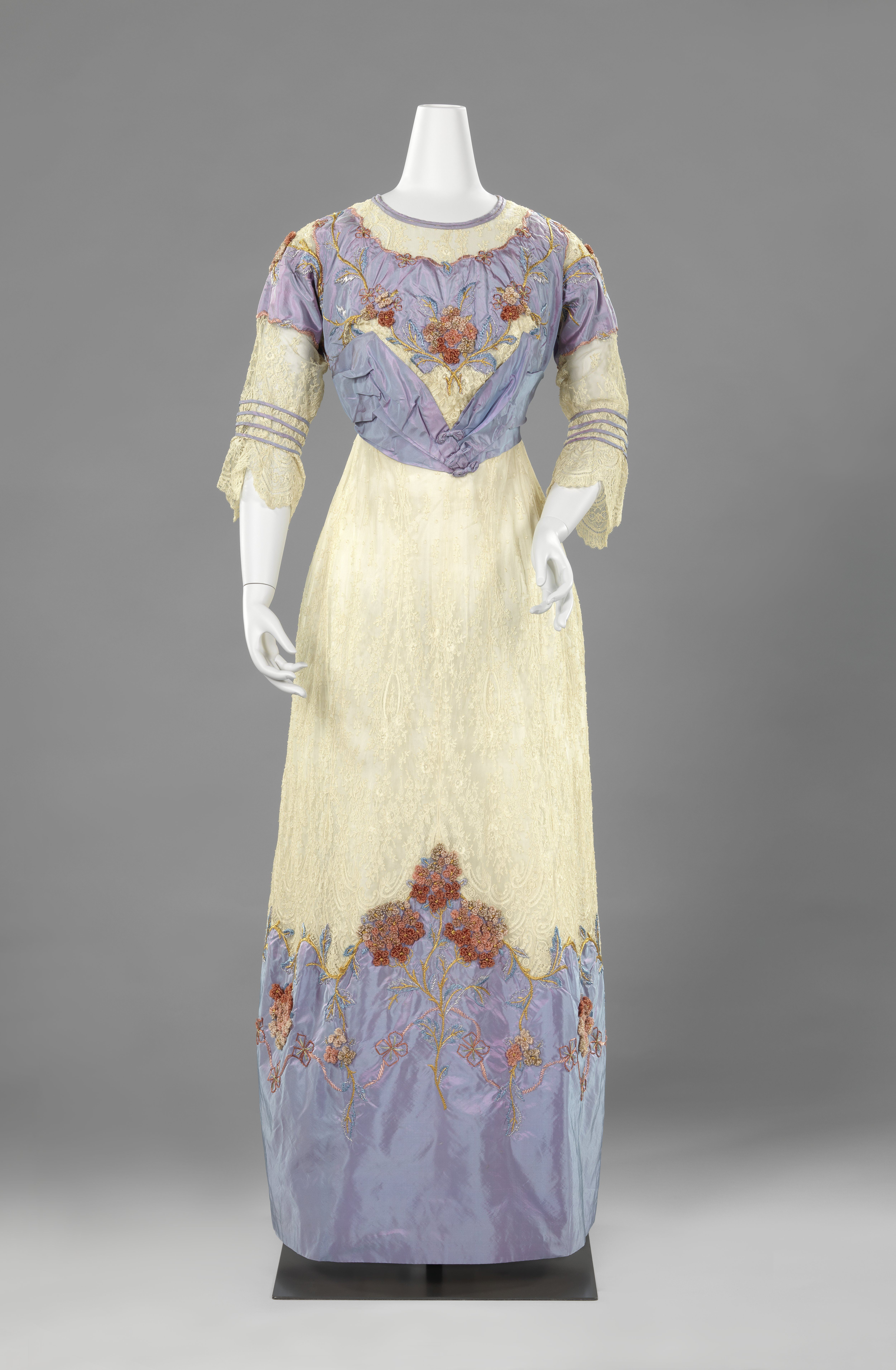
Japon Anna Maria du Mée uit ca. 1910 in het Rijksmuseum Amsterdam

In 1911 kwam er een eind aan het huwelijk. Het geld raakte te snel op, het huis en een deel van de kunstcollectie werden verkocht en er ontstonden heftige spanningen tussen de twee. Hierbij zou Du Mée haar man zelfs hebben gedreigd zijn bed in brand te steken. Desondanks heeft Van Eeghen zijn eerste echtscheidingsaanvraag weer ingetrokken. Bij de tweede aanvraag deed hij een extra beschuldiging, du Mée zou ook ontrouw zijn geweest. Ondanks de scheiding en ondanks dat van Eeghen veel minder rijk was dan bij het begin van hun huwelijk, erft du Mée een vermogen van hem als hij zeven jaar later, 69 jaar oud, sterft. Gezien de huwelijkse voorwaarden en de echtscheiding heeft hij haar kennelijk als erfgename in zijn testament opgenomen.
Dat er toch wel sprake was van een wederzijdse innige band bewijst ook wel dat du Mée na de dood van haar voormalige echtgenoot de kapitale villa Bébé Bambino door architect Pieter Antonie Johan Scheelbeek laat ontwerpen en bouwen pal naast de begraafplaats Westerveld in Driehuis waar hij begraven ligt. De naam van de villa refereert aan de twee schoothondjes van du Mée. De villa werd in 1966 hernoemd naar Villa Romantica.
Ook haar sindsdien zeer teruggetrokken leven, niet in de villa, maar op een bovenwoning in Amsterdam, wijst in de richting van een zwaar verlies. Ze was nog lange tijd een bekende verschijning op het Rembrandtplein waar ze in versleten kleren suikerklontjes voerde aan de paarden van de koetsiers. Uiteindelijk is ze zwaar verwaarloosd en vervuild uit haar appartement overgebracht naar de Valeriuskliniek waar ze uiteindelijk is overleden.
Du Mée is bijgezet in het familiegraf van de Van Eeghens.

## Inboedel
Hoewel ze zo'n dertig jaar lang haar gasten ontving in de keuken op versleten stoelen, bleek na haar dood haar zeer kostbare boedel keurig in kratten opgeborgen, de vrijwel ongebruikte kostbare tapijten strak opgerold. Over de veiling werd in alle kranten uitgebreid bericht. Een aantal stukken, waaronder een korset en een japon, behoren tot de collectie van het Rijksmuseum.

## Dierenambulance
Anton Pieter du Mée was een neef van Anna Maria. Beiden hielden zich bezig met dierenbescherming en hebben bijgedragen aan de totstandkoming van de eerste dierenambulance. Mogelijk heeft ze de bioscoop Rialto mede gefinancierd.